# Лимарь Олександр Миколайович
Олекса́ндр Микола́йович Ли́марь (15 лютого 1956 — 31 січня 2015) — молодший сержант Збройних Сил України, учасник російсько-української війни.

## Життєпис
В мирний час проживав у місті Антрацит Луганської області. Після початку заворушень з родиною перебрався до Світловодська Кіровоградської області. З серпня 2014-го — доброволець, механік-водій танка, 30-та окрема механізована бригада.
В середині січня 2015 року підрозділ переведений під Дебальцеве. 31 січня 2015-го загинув поблизу селища Чорнухине. Тоді ж загинули командир танка капітан Роман Башняк та солдат-навідник Олександр Батурін.
Довгий час вважався зниклим безвісти. Упізнаний після двох експертиз ДНК. Похований в місті Світловодськ у 29 липня 2015-го.

## Нагороди та вшанування
- Указом Президента України № 568/2015 від 5 жовтня 2015 року, «за особисту мужність і високий професіоналізм, виявлені у захисті державного суверенітету та територіальної цілісності України, вірність військовій присязі», нагороджений орденом «За мужність» III ступеня (посмертно)[1].
- Вшановується в меморіальному комплексі «Зала пам'яті», в щоденному ранковому церемоніалі 31 січня[2][3].